# Tin-Hama
Tin-Hama (ou Thama), est une commune malienne, située dans le département de la Nord'l,  cercle d'Ansongo, dans la région de Gao.